# Morethia ruficauda
Morethia ruficauda — вид сцинкоподібних ящірок родини сцинкових (Scincidae). Ендемік Австралії.

## Підвиди
Виділяють два підвиди:
- Morethia ruficauda ruficauda (Lucas & Frost, 1895) — від північно-західного Квінсленда до північного заходу Західної Австралії;
- Morethia ruficauda exquisita Storr, 1972 — регіони Пілбара і Гаскойн[en] та район Північно-Західного півострова[en].

## Поширення і екологія
Morethia ruficauda поширені на півночі Австралії. Вони живуть в пустельних чагарниках і рідколіссях, серед скель і каньйонів.